# Caenocara affinis
Caenocara affinis är en skalbaggsart som först beskrevs av Sturm 1837.  Caenocara affinis ingår i släktet Caenocara, och familjen trägnagare. Arten har ej påträffats i Sverige.